# 2011年世界設計大會
2011臺北世界設計大會（2011 IDA Congress Taipei）是由國際設計聯盟（IDA）協辦，2011年10月24日至26日將由「台灣創意設計中心」於中華民國（台灣）的台北國際會議中心舉辦。預期將有逾3,000位來自國際的專業設計師與會；國際平面設計協會（Icograda）、國際工業設計社團協會（Icsid）與國際室內建築師暨設計師團體聯盟（IFI）的會員將是屆時重要的參與人士。本屆的世界設計大會為國際設計聯盟成立後首次舉辦。由於本次會議是首度將三大盛會合併舉辦，因此也將2011年定為台灣設計年。

## 宗旨
IDA成立宗旨是建構國際上專業設計師與非專業人士之間的對話，並凝聚社會大眾對工業設計、平面設計、推廣品設計、媒體用途在功能及品質上的提昇與重視。

## 外部連結
- （繁體中文）2011臺北世界設計大會
- （英文）2011 IDA Congress Taipei
- 2011 IDA Congress Taipei in FACEBOOK  （页面存档备份，存于）